# Caenohalictus autumnalis
Caenohalictus autumnalis is een vliesvleugelig insect uit de familie Halictidae. De wetenschappelijke naam van de soort is voor het eerst geldig gepubliceerd in 1912 door Jörgensen.